# Monumento al Marqués de Guadiaro
El monumento al Marqués de Guadiaro es un busto situado sobre un pedestal en el Parque de la ciudad española de Málaga.
Su autor es Mateu Fernández de Soto. Fue inaugurada en 1906 y homenajea a Carlos Larios y Martínez de Tejada, patricio y bienhechor que ostentaba el título de I Marqués de Guadiaro. Artífice en la familia Larios en la construcción de la Calle Marqués de Larios y del Parque de Málaga. 
Tiene un basamento de piedra con una escalera que servía de fuente, encima un pedestal con motivos alegóricos al comercio, la industria, y a Málaga y coronando el busto en bronce. El entorno fue adaptado por el arquitecto Fernando Guerrero Strachan.